# Kitinen
Il Kitinen è un fiume della Finlandia, il quarto per lunghezza, affluente di destra del Kemijoki.

## Corso del fiume

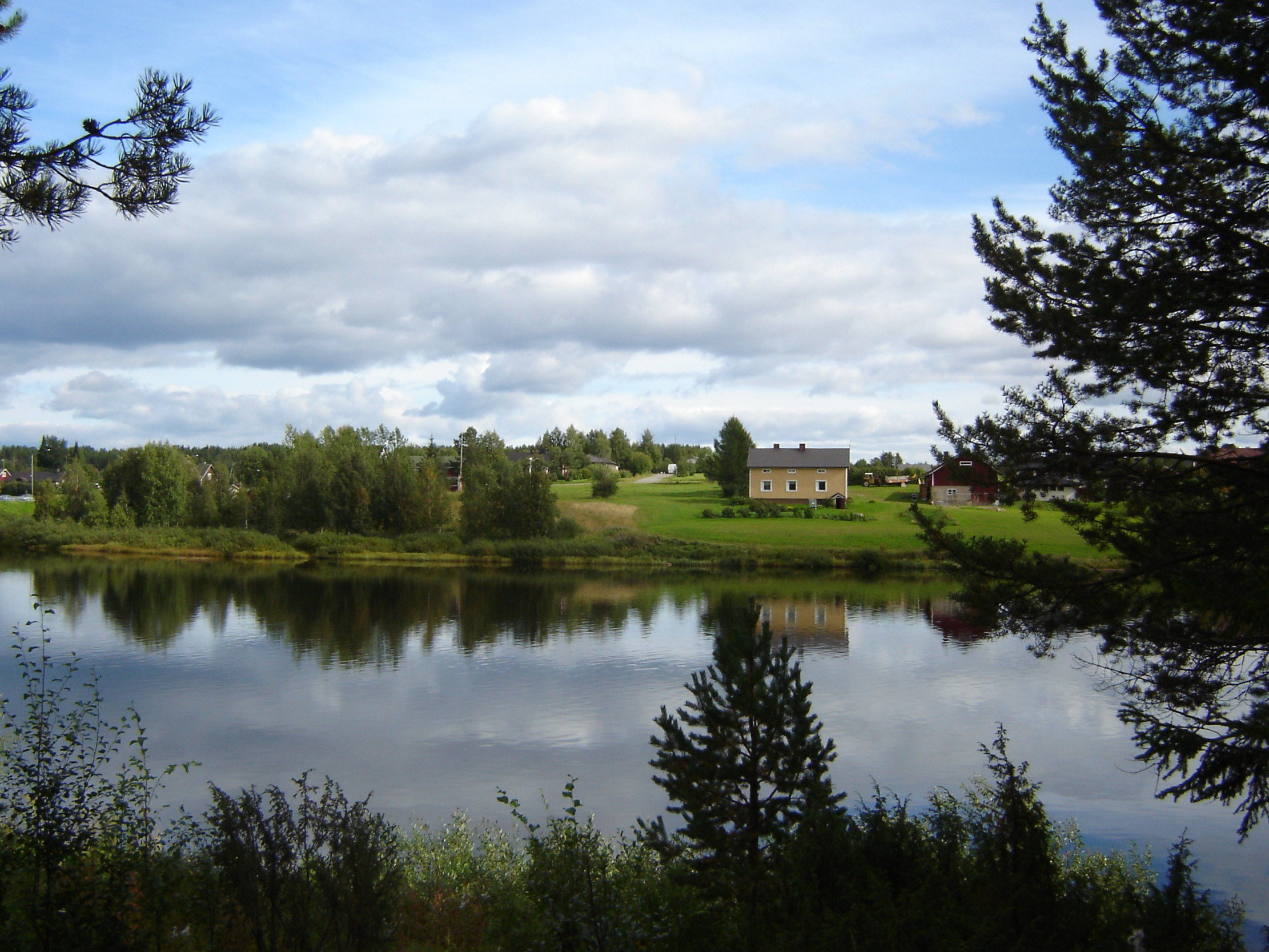
Il Kitinen a Sodankylä.

Il fiume ha origine al confine tra i comuni di Kittilä e Sodankylä, nella regione della Lapponia, oltre il circolo polare artico.
Il Kitinen scorre pressappoco in direzione sud, attraversando il villaggio di Sodankylä; riceve le acque dell'affluente di sinistra Luiro pochi chilometri prima di sfociare nel fiume Kemijoki 3 km a nord dell'abitato di Pelkosenniemi.
Nel 1970 è stato creato uno sbarramento per dare origine al lago artificiale di Porttipahta, il secondo più grande della Finlandia, che alimenta una centrale idroelettrica. La superficie dell'invaso varia tra 34 e 214 km² in funzione del regime idrico regolato.

## Attività umana
Lungo il corso del fiume sono state costruite diverse centrali idroelettriche per la produzione di energia idroelettrica.
La maggior parte di queste si trovano nel comune di Sodankylä (Kurkiaska da 27 MW; Kelukoski da 9,8 MW; Matarakoski da 11 MW; Vajukoski da 21 MW; Kurittukoski da 15 MW; Porttipahta da 35 MW), mentre Kokkosniva da 25 MW si trova nel comune di Pelkosenniemi.
Il Kitinen è stato inoltre ampiamente utilizzato per il trasporto fluviale del legname.